# Riuttasaaret (ö i Jämsä, Kalmavesi)
Riuttasaaret är en ögrupp i Finland. Den ligger i sjön Kalmavesi och i kommunen Jämsä i den ekonomiska regionen  Jämsä  och landskapet Mellersta Finland, i den södra delen av landet, 210 km norr om huvudstaden Helsingfors. Öns area är omkring 70 kvadratmeter och dess största längd är 20 meter i öst-västlig riktning.  Notera att namnet antyder att det är fråga om flera öar.